# Ugrické jazyky
Ugrické jazyky jsou skupinou jazyků spadající do uralské jazykové rodiny. Spolu s finsko-permskými jazyky vytvářejí větev nazvanou ugrofinské jazyky. Patří sem tři jazyky rozdělené do dvou geograficky vzdálených skupin jazyků.
- maďarština
- obsko-ugrické jazyky
  - chantyjština
  - mansijština